# Jeanne Françoise Ozanne
Jeanne-Françoise Ozanne née le 10 octobre 1735 à Brest et morte le 2 février 1795 à Paris est une artiste graveuse française.

## Biographie
Jeanne-Françoise Ozanne est la sœur de Pierre Ozanne et de Nicolas Ozanne, tous deux dessinateurs de marine ; élève de Jacques Aliamet, elle est une artiste graveuse dont les œuvres représentent principalement des paysages et des animaux. Ses gravures évoquent principalement des paysages de sa Bretagne natale. 
Jeanne-Françoise Ozanne reproduit notamment sur gravures les dessins de son frère Nicolas Ozanne. Elle prend part également aux cahiers de voyages et marines ; un des dessins de la pièce du Café au château de Versailles, Vaisseaux au combat d’Ouessant signé Jean-François Olanne, est de sa main.
Ses œuvres sont conservées en collection publique dans plusieurs musées : au British Museum, au Musée départemental breton de Quimper, Musée d'Art et d'Histoire de Genève.

## Œuvres

Le Mole Saint-Nicolas dans l'isle de Saint-Domingue, vue du Mouillage, 1780.
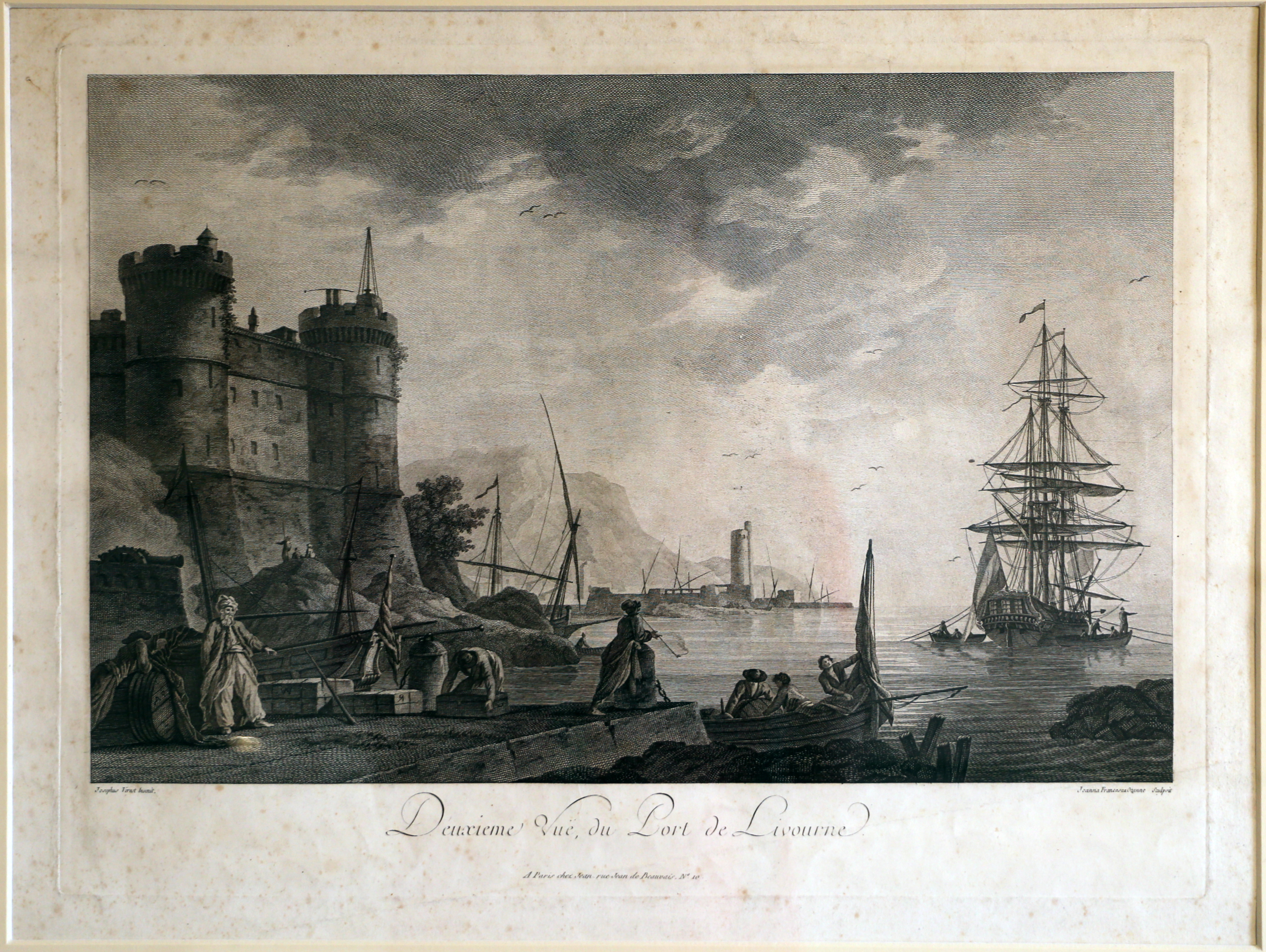
Deuxième vue du Port de Livourne, 1810, Musée d'Art et d'Histoire de Genève.
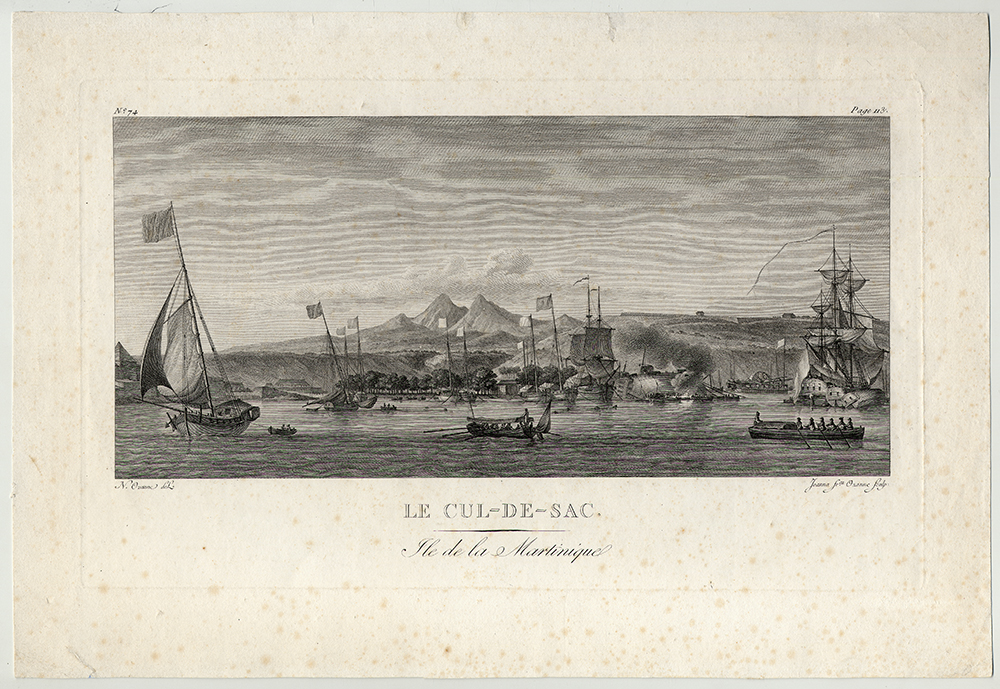
Le Cul-de-sac, île de La Martinique, estampe réalisée par Jeanne-Françoise Ozanne (graveuse) et Nicolas Marie Ozanne (dessinateur).

- Vue des Corderies de Brest, gravure sur cuivre, 1760, Quimper, Musée départemental de Bretagne[8].
- Deux épisodes des campagnes navales de Duguay-Trouin, Paris, dépôt du Louvre au Musée de la Marine[9].